# Women (Def Leppard)
Women è una canzone del gruppo musicale britannico Def Leppard del 1987, proveniente dall'album Hysteria. Fu pubblicata come primo singolo dell'album negli Stati Uniti; nel resto del mondo, il primo singolo estratto dall'album fu Animal.
Women è l'unico dei 7 singoli estratti da Hysteria a non apparire nella raccolta Vault. Tuttavia, è inclusa nel secondo disco di Rock of Ages: The Definitive Collection.

## Video musicale
Il videoclip di Women si concentra su un ragazzo che legge un fumetto, fuori a un magazzino abbandonato, mentre la band si esibisce all'interno. Il fumetto, intitolato "Def Leppard and the Women of Doom!" ("Def Leppard e le donne del destino!"), vede come protagonista uno skater chiamato Def Leppard, che viaggia verso un pianeta lontano e combatte contro alieni malvagi per liberare dei robot di sesso femminile.

## Formazione
- Joe Elliott – voce
- Steve Clark – chitarra ritmica, cori
- Phil Collen – chitarra solista, cori
- Rick Savage – basso, cori
- Rick Allen – batteria

Altri musicisti
- Philip Nicholas – tastiera

## Classifiche
| Anno | Classifica            | Posizione |
| ---- | --------------------- | --------- |
| 1987 | Mainstream Rock Songs | 7         |
| 1987 | Billboard Hot 100     | 80        |